# Nacerdes notaticollis
Nacerdes notaticollis là một loài bọ cánh cứng trong họ Oedemeridae. Loài này được Pic miêu tả khoa học năm 1936.